# Laguna de Araruama
Die Laguna de Araruama (Lagune von Araruama) befindet sich an der brasilianischen Costa do Sol, im Bundesstaat Rio de Janeiro. Sie ist die Lagune mit dem höchsten Salzgehalt der Welt, von etwa 5,2 %.

## Lage und Ausdehnung
Die Laguna de Araruama hat eine maximale Länge von 37 und eine maximale Breite von 13 Kilometern. Sie befindet sich etwa 120 Kilometer östlich der Stadt Rio de Janeiro und 5 Kilometer westlich von Cabo Frio, direkt an der Küste des Atlantischen Ozeans. Sie wird durch eine zum Teil nur 400 Meter breite Dünenlandschaft (Restinga de Massambaba) vom Meer getrennt. Teile dieser Landschaft gehören zum Naturschutzgebiet Parque Estadual da Costa do Sol. Die Lagune ist bei Cabo Frio über den Canal do Itajuru mit dem Ozean verbunden. Nach Arraial do Cabo wurde ein Stichkanal, der Canal Parque Estadual da Costa do Sol gebaut, um das dortige Industriegebiet an die Lagune anzubinden.

## Salzgehalt
Zwei relativ kleine Flüsse münden bei Araruama in die Lagune: der Rio das Moças und der Rio Mataruna. Der Wasseraustausch der Lagune mit dem Atlantik durch den Canal do Itajuru ist relativ gering, etwa alle 84 Tage werden 50 % ihres Wasservolumens ausgetauscht. Das aride und zum Teil heiße Klima der Region verursacht eine mittlere jährliche Verdunstung zwischen 890 und 1.370 mm. Die durchschnittliche Niederschlagsmenge, die die Lagune erreicht liegt zwischen 750 und 900 mm. Dieser Unterschied sorgt dafür, dass stetig Salzwasser aus dem Ozean in die Lagune strömt. Durch diese hohe Verdunstung ist der mittlere Salzgehalt des Wassers mit etwa 5,2 % deutlich höher als der des Atlantischen Ozeans mit 3,5 %.

## Nutzung
Die Lagune war von entscheidender Bedeutung für das wirtschaftliche und soziale Wachstum in der Region. Der natürliche, hohe Salzgehalt förderte, dass das Salz hier schon in der Vergangenheit in Salinen gewonnen wurde. Soda wurde an einigen Stellen mit Baggern gewonnen, nach Arraial do Cabo transportiert und dort weiter verarbeitet. Heute bestimmen neben der Salzgewinnung vor allem Tourismus und Fischerei die Nutzung der Lagune. In einigen Orten werden auch Bootsausflüge auf die Lagune angeboten. Die Lagune hat über 57 Strände, die Längsten sind der Praia do Sudoeste (in Cabo Frio), der Praia do Rebolo und der Praia do Monte Alto (beide in Arraial do Cabo). Alleine in Araruama befinden sich etwa 21 Strände. Die Lagune ist weiterhin ein beliebtes Wind- und Kitesurf-Revier.

## Galerie

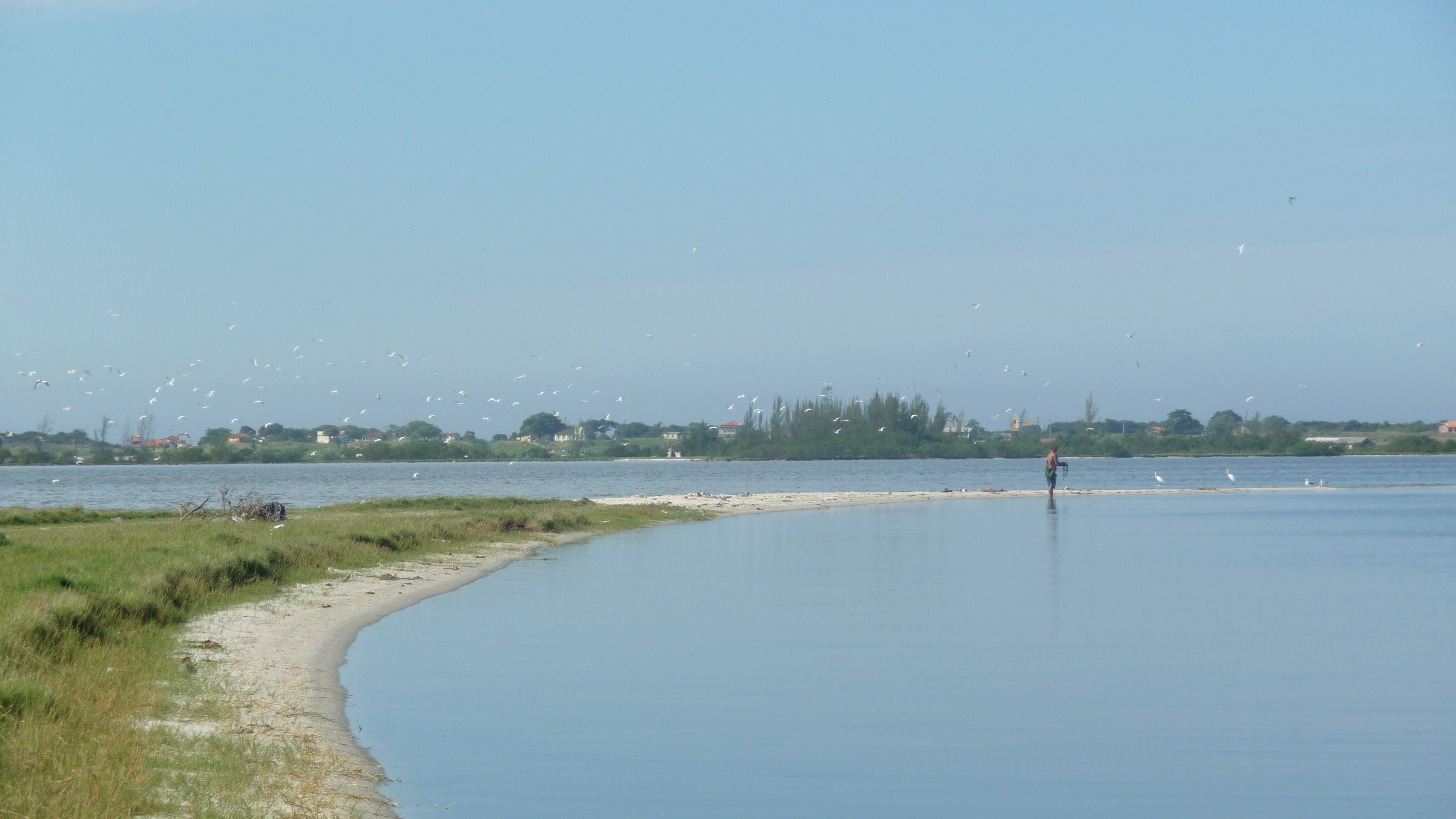
Fischer mit Netz
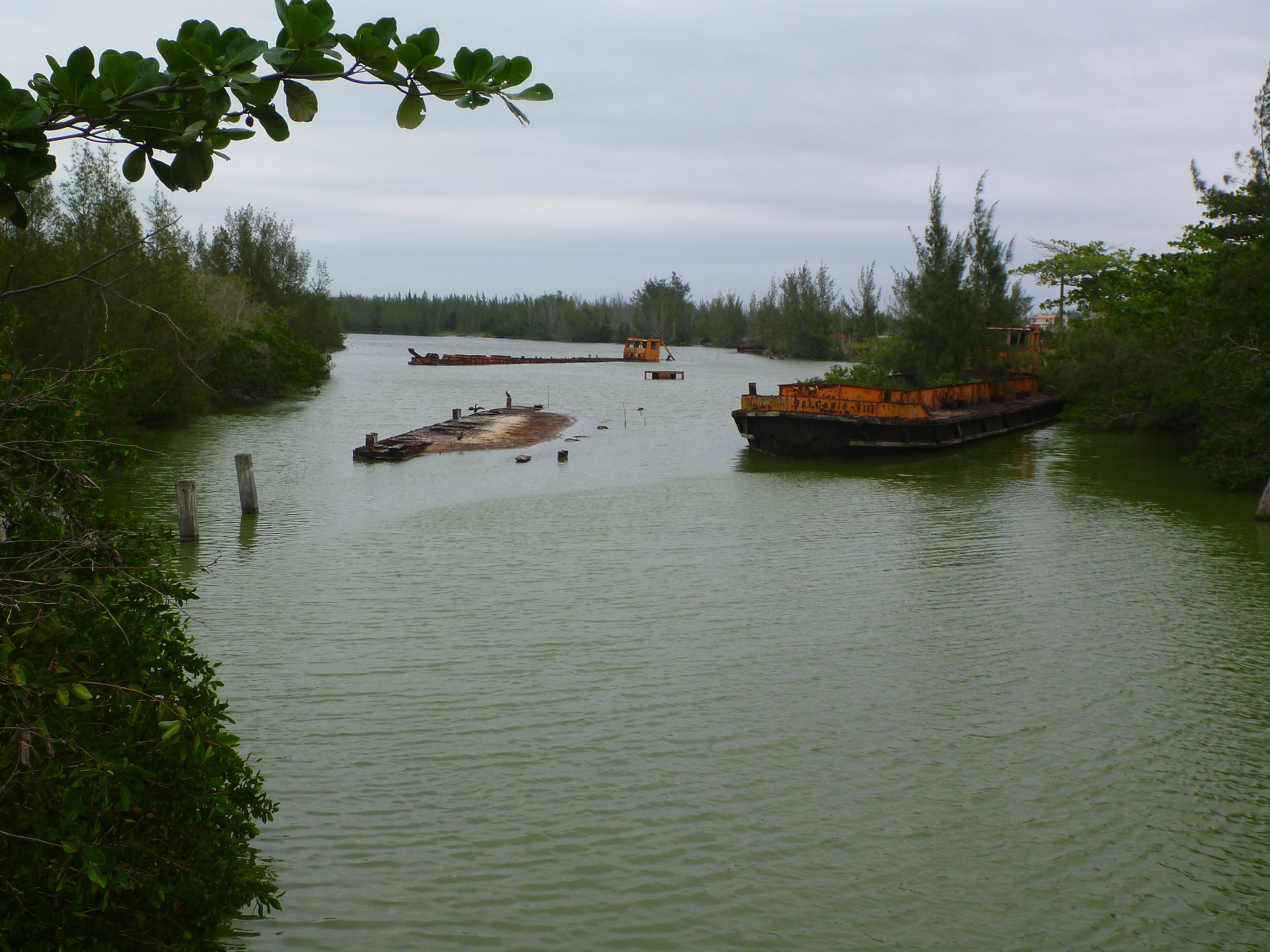
Canal Parque Estadual da Costa do Sol, Stichkanal nach Arraial do Cabo mit Hinterlassenschaften der örtlichen Soda-Industrie
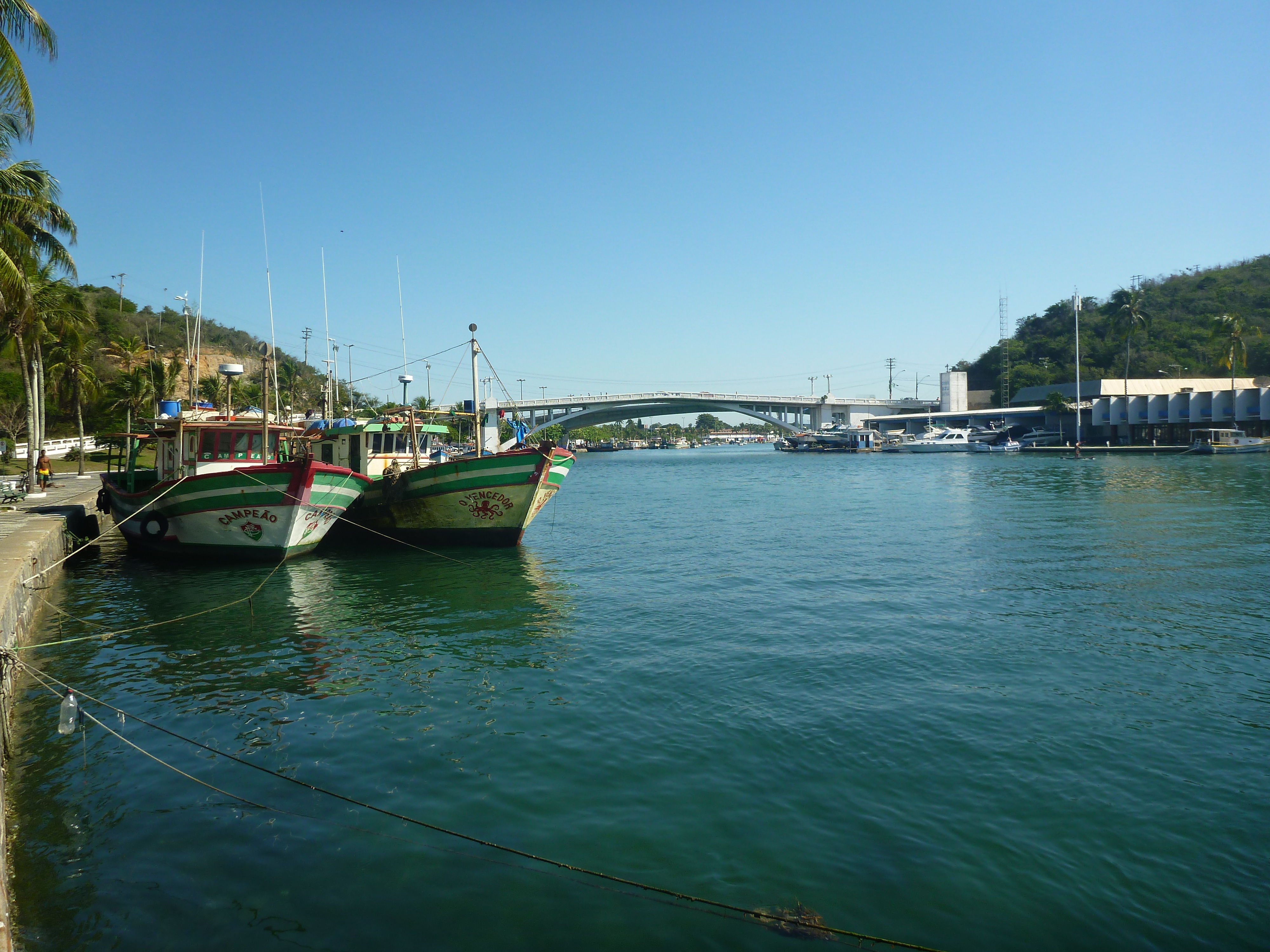
Schiffe auf dem Canal do Itajuru in Cabo Frio